# Luigi Scotti
Luigi Scotti (Napoli, 14 gennaio 1932) è un ex magistrato, politico e giurista italiano, ministro della giustizia del governo Prodi II, nominato durante il termine della XV Legislatura, succedendo al Presidente del Consiglio Prodi che ricopriva la carica ad interim.

## Biografia

### Magistratura
Dopo il periodo di tirocinio, il 10 aprile del 1959 fu destinato alla pretura di Napoli con funzioni di uditore vice pretore; successivamente, a seguito del suo successo in un concorso, venne assegnato alla pretura di Calitri (15 dicembre 1962) con funzioni di pretore.
Nominato magistrato di tribunale nell'aprile del 1964, proseguì la sua carriera all'interno della magistratura diventando giudice a Napoli il 20 giugno del 1966 e magistrato d'appello nell'aprile del 1972: grazie a tale qualifica venendo eletto componente del Consiglio Superiore della Magistratura, di cui fece parte dal 1976 al 1981.
Il 10 aprile del 1979 fu nominato magistrato di cassazione e dal novembre del 1982 lavorò presso il Ministero della Giustizia prima come vice capo dell'Ufficio Legislativo, poi dal 1984 come capo dello stesso. Pur svolgendo tale attività fu nel contempo nominato per un certo periodo reggente della Direzione Generale dell'Organizzazione Giudiziaria e successivamente reggente dell'Ispettorato Generale, venendo nominato magistrato di cassazione con funzioni direttive superiori il 10 aprile del 1987.
Dal 23 maggio 1997 torna alla funzione di giudice come presidente del tribunale di Roma.

### Politica
Indipendente vicino ai Democratici di Sinistra, si dimise da tutti i suoi incarichi giudiziari il 17 maggio del 2006 allorché divenne sottosegretario alla Giustizia nel secondo governo Prodi indicato dal Partito dei Comunisti Italiani di Oliviero Diliberto.
Il 7 febbraio 2008 fu nominato Ministro della giustizia nel governo Prodi II già dimissionario, in sostituzione dello stesso Romano Prodi che ne aveva assunto l'interim dopo le dimissioni di Clemente Mastella.
Si occupò di riformare l'istituto dell'omicidio colposo, art. 589 c.p , inserendo per la prima volta l'aggravante in caso di omicidio stradale dovuto ad abuso di alcool o sostanze stupefacenti.
Il 9 maggio 2008 il sindaco di Napoli Rosa Russo Iervolino lo nomina assessore agli affari legali, alla sicurezza e alla trasparenza.

### Attività scientifica
Conseguita la laurea in giurisprudenza con lode all'Università di Napoli, beneficiò di una delle cinque borse di studio per i migliori laureati nell'anno accademico con l'annesso incarico di assistente volontario.
Nel 1965 superò il concorso per assistente ordinario e nel 1967 conseguì la libera docenza in Diritto della Navigazione.
Nel 1969 fu nominato professore incaricato presso la Facoltà di Economia e Commercio dell'Università di Napoli. Nel 1971 divenne professore incaricato stabilizzato e nel 1986 superò il concorso per professore ordinario ma non esercitò l'opzione intendendo rimanere in magistratura.
Successivamente ha svolto numerosi corsi postuniversitari, soprattutto in materia di organizzazione della giustizia e di ordinamento giudiziario.
Numerose le pubblicazioni, in particolare una monografia in Diritto della Navigazione ed una sulla responsabilità civile dei magistrati, circa duecento fra voci dell'Enciclopedia del diritto (Giuffrè Editore) e di altre enciclopedie giuridiche, articoli su riviste specializzate e contributi ad opere collettanee.
Per sette anni ha diretto la rivista Documenti Giustizia edita dal Ministero della Giustizia.